# Łysiczka łuskowata

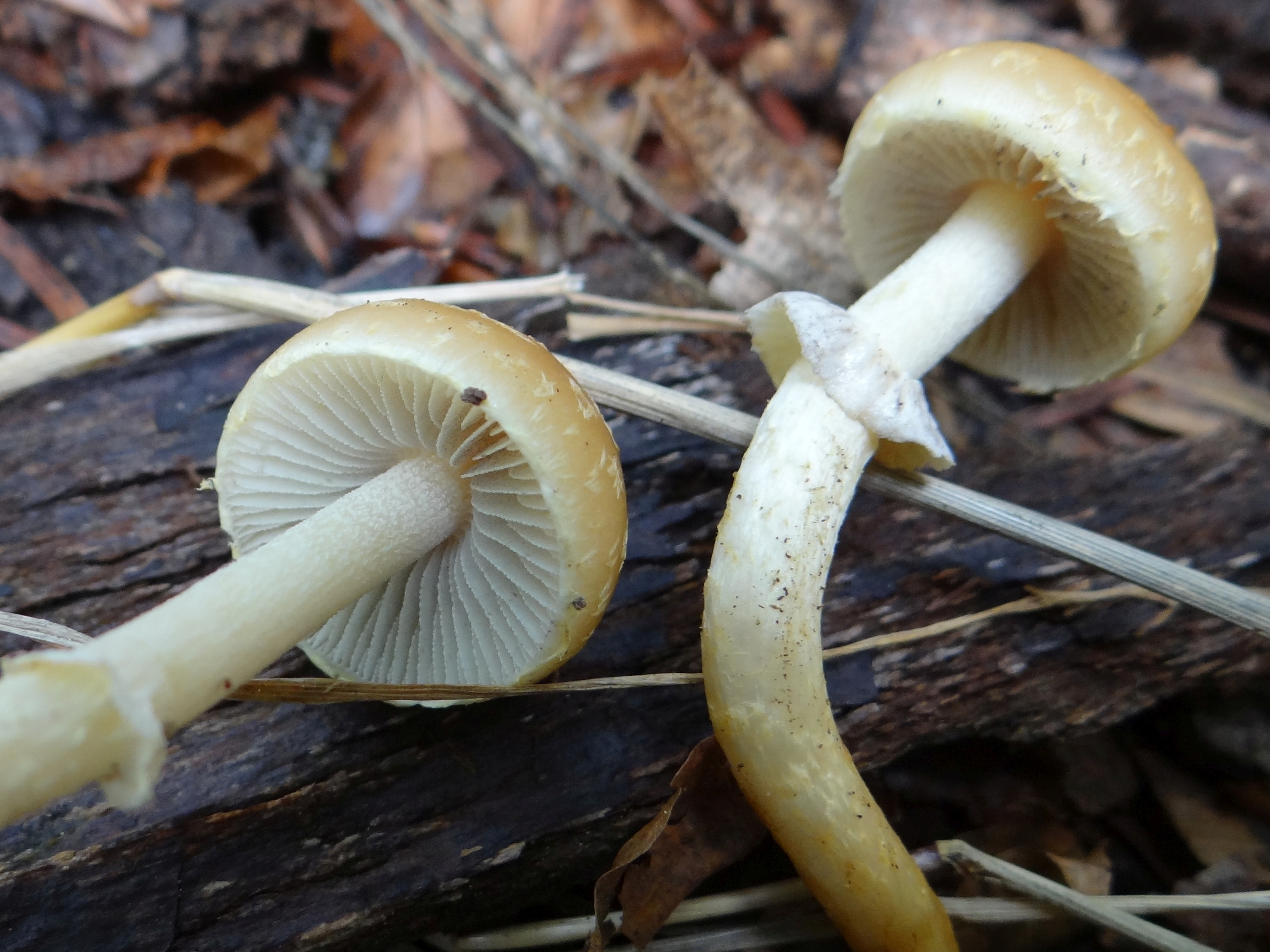

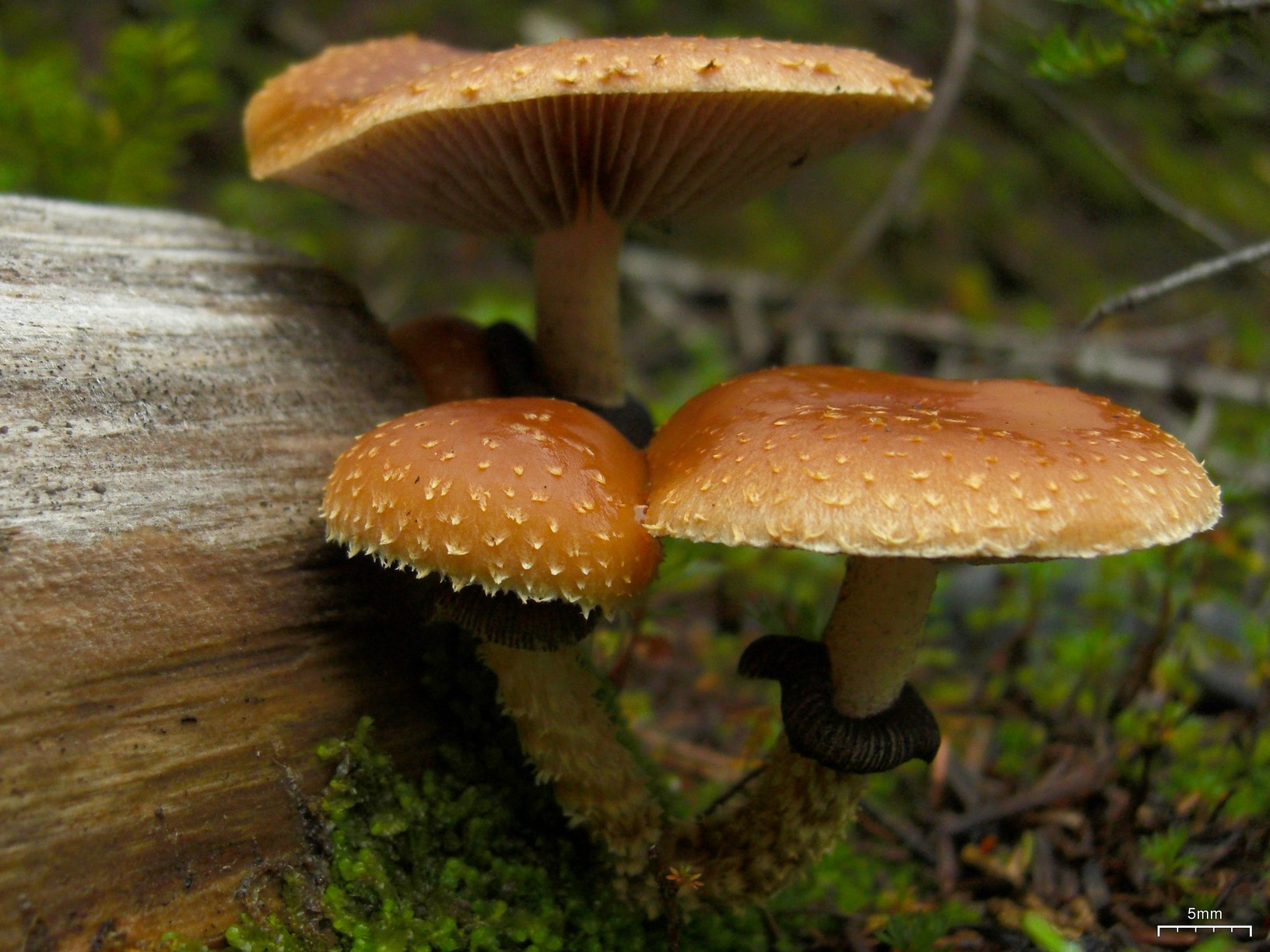

Łysiczka łuskowata, pierścieniak łuskowaty (Leratiomyces squamosus  (Pers.) Bridge & Spooner) – gatunek grzybów należący do rodziny pierścieniakowatych (Strophariaceae).

## Systematyka i nazewnictwo
Pozycja w klasyfikacji według Index Fungorum: Psilocybe, Strophariaceae, Agaricales, Agaricomycetidae, Agaricomycetes, Agaricomycotina, Basidiomycota, Fungi.
Po raz pierwszy takson ten zdiagnozował w 1801 r. Elias Fries nadając mu nazwę Agaricus squamosus. Obecną, uznaną przez Index Fungorum nazwę nadali mu w 2008 r. Paul Dennis Bridge i Brian Martin Spooner, przenosząc go do rodzaju Leratiomyces.
Niektóre synonimy naukowe:

- Agaricus squamosus Pers. 1801
- Geophila squamosa (Pers.) Quél. 1886
- Hypholoma squamosum (Pers.) Urbonas 1975
- Naematoloma squamosum (Pers.) Singer 1948
- Psalliota squamosa (Pers.) P. Kumm. 1871
- Psilocybe squamosa (Pers.) P.D. Orton 1969
- Stropharia squamosa (Pers.) Quél. 1873
- Stropharia squamosa (Pers.) Quél. 1873 var. squamosa
- Stropharia thrausta (Kalchbr.) Sacc. 1887 var. thrausta
- Stropholoma squamosum (Pers.) Balletto 1989

Ma wiele polskich nazw: pieczarka łuszczkowata, pierścieniak łuskowaty, ostrzępka ceglastawa odmiana łuskowata, pierścieniak łuskowaty. W 2003 r. Władysław Wojewoda zaproponował jeszcze jedną – łysiczka łuskowata. Wszystkie nazwy polskie są obecnie niespójne z nazwą naukową, gdyż w 2008 r. gatunek ten przeniesiony został do nowego rodzaju nie mającego polskiej nazwy.

## Morfologia
Cechuje się dość dużą zmiennością morfologiczną. Dawniej wyróżniano odmiany squamosa i thrausta, różniące się barwą i łuskowatością trzonu. Według Index Fungorum są to jednak synonimy.
Kapelusz
Średnica 2,5–7 cm, początkowo półkulisty, potem łukowaty, w końcu płasko rozpostarty. Powierzchnia gładka, w stanie suchym matowa, w stanie wilgotnym lepka i błyszcząca. Ma barwę żółtawo-brązową i znajdują się na niej koncentrycznie ułożone łuski, początkowo białawe, potem szarobrązowe. U młodych okazów brzeg kapelusza połączony jest z trzonem białawą osłoną.
Blaszki
Szerokie, do trzonu szeroko przyrośnięte, o białych, płatkowatych ostrzach. Są rzadkie lub średniogęste, oprócz blaszek kompletnych występują po 1-3 międzyblaszki. Początkowo blaszki są jasnoszarobrązowe, potem niebieskoszare, w końcu szaroczarne.
Trzon
Cienki, o wysokości 6–15 cm i średnicy 4–9 mm. Jest walcowaty, pusty, twardy i sprężysty. Posiada błoniasty i obwisły białawy pierścień, który od zarodników przyjmuje potem brązowe zabarwienie. Z czasem pierścień zanika. Powyżej pierścienia trzon jest białawy lub bladobrązowy z delikatnymi włókienkami osłony, poniżej pierścienia na brązowawym tle znajdują się białe, włókniste łuski.
Miąższ
Cienki, kremowożółty o delikatnym grzybowym zapachu i nieco gorzka w smaku.
Cechy mikroskopowe;
Wysyp zarodników szary do fioletowobrązowego. Zarodniki elipsoidalne, o rozmiarach 11–15 × 7–8 μm z centralną porą rostkową. Podstawki 4-zarodnikowe. Występują cheilocystydy o nitkowatym lub lekko butelkowatym kształcie i rozmiarach 36–66 × 3,3–6 μm. Na ich szczycie znajduje się kleista maź. Pleurocystyd brak.

## Występowanie i siedlisko
Opisano występowanie tego gatunku w Ameryce Północnej, Europie i Japonii. W polskim piśmiennictwie naukowym opisano liczne stanowiska, ale dokładne rozprzestrzenienie i częstość występowania nie są znane. Znajduje się na Czerwonej liście roślin i grzybów Polski. Ma status I – gatunek o nieokreślonym zagrożeniu. Znajduje się na listach gatunków zagrożonych także w Norwegii i Niemczech.
Rośnie na ziemi i ściółce leśnej, wśród liści i opadłych gałązek pod drzewami liściastymi, czasami także pod modrzewiem.

## Znaczenie
Saprotrof, grzyb trujący.